# هری دانکینسون
هری دانکینسون (انگلیسی: Harry Dunkinson؛ ‏ ۱۶ دسامبر ۱۸۷۶ – ۱۴ مارس ۱۹۳۶) بازیگر اهل ایالات متحده آمریکا بود.
از فیلم‌هایی که وی در آن‌ها نقش داشته‌است، می‌توان به صحبت تمامی شهر، برادوی بیل، بای بای، در لباسی خیره‌کننده، یک ماه عسل واخورده، بید مجنون و کلاغ سیاه اشاره نمود.